# 荣夜蛾属
荣夜蛾属（学名：Gloriana）为夜蛾科的一个属。

## 下属物种
本属包括以下物种：
- 锯线荣夜蛾 Gloriana dentilinea Leech, 1900
- 荣夜蛾 Gloriana ornata Moore, 1882